# Dance Dance Danseur
Dance Dance Danseur (em japonês:  ダンス·ダンス·ダンスール, transl. Dansu Dansu Dansūru) é uma série de mangá japonesa escrita e ilustrada por George Asakura. Foi serializada na revista de mangá seinen da Shogakukan, Weekly Big Comic Spirits, desde setembro de 2015. Uma adaptação para anime da MAPPA estreou em abril de 2022 no bloco de programação Super Animeism.

## Sinopse
Junpei Murao costumava não gostar de balé, mas depois de ver um homem fazendo isso, ele de repente se vê fascinado pela arte. Seu pai morre em um trágico acidente e Junpei desiste do balé para ser "masculino". No entanto, um dia, um novo estudante transferido chamado Miyajo Godai chega e traz seu amor pelo balé mais uma vez.

## Personagens
Junpei Murao (村尾 潤平, Murao Junpei)
Voz de: Daiki Yamashita
Ruō Mori (森 流鶯, Mori Ruō)
Voz de: Koki Uchiyama
Miyako Godai (五代 都, Godai Miyako)
Voz de: Kaede Hondo
Misaki Yasuda (安田 海咲, Yasuda Misaki)
Voz de: Kōhei Amasaki
Yamato Takura (田倉 大和, Takura Yamato)
Voz de: Koutaro Nishiyama
Natsuki Oikawa (生川 夏姫, Oikawa Natsuki)
Voz de: Misato Fukuen
Kotobuki Himenokōji (姫乃小路 寿, Himenokōji Kotobuki)
Voz de: Jun Inoue

## Mídia

### Mangá
Dance Dance Danseur é escrito e ilustrado por George Asakura. A série começou na revista de mangá seinen da Shogakukan, Weekly Big Comic Spirits, em 14 de setembro de 2015. A Shogakukan coletou seus capítulos em volumes tankōbon individuais. O primeiro volume foi lançado em 12 de fevereiro de 2016. Em 12 de maio de 2025, trinta volumes haviam sido lançados.

### Anime
Em abril de 2021, foi anunciado que Dance Dance Danseur receberá uma adaptação para anime. A série é produzida pela MAPPA e dirigida por Munehisa Sakai, com Yoshimi Narita escrevendo os roteiros da série, Hitomi Hasegawa desenhando os personagens e Michiru compondo a música. Ele estreou em 9 de abril de 2022 no bloco Super Animeism em MBS, TBS e outros canais. A música tema de abertura é "Narihibiku Kagiri" de Yuki, enquanto a música tema de encerramento é "Kaze, Hana" por Hitrie.
O Disney+ adquiriu direitos exclusivos para a série sob o hub Star no Japão. A Crunchyroll licenciou a série fora da Ásia. A Medialink licenciou a série no Sudeste Asiático e no Sul da Ásia.

## Recepção
Dance Dance Danseur foi um dos trabalhos recomendados pelo júri no 23º Japan Media Arts Festival em 2020.